# Pyrros II của Ipiros
Pyrros II, còn viết là Pyrrhus II, là con trai của vua Alexandros II và Hoàng hậu Olympias II và là anh trai của vua Ptolemaios xứ Ipiros. Nhưng theo sử sách của Cross (dẫn lời của Pausanias, nhưng không thể tìm thấy trong sử cũ), thì thực chất Pyrros II là con trai của Ptolemaios - người con trai trưởng của Ipiros. Hoàng tử Ptolemaios này bị vua xứ Sparta là Areus I phục kích giết chết khi theo chân vua cha đi đánh Sparta. Cũng theo Cross, sau khi Pyrros Đại Đế qua đời thì Pyrros II lên nối ngôi, nhưng chỉ trong một thời gian ngắn ngủi: con thứ của vua Pyrros Đại Đế là Alexandros II nhận ông làm con. Cũng theo Cross, vua Ptolemaios em của Pyrros II thực chất là con chứ không phải là em trai của ông.

Các bộ lạc xứ Ipiros thời cổ đại.

Là cháu nội của vua Pyrros Đại Đế, ông lên làm vua xứ Ipiros và trị vì từ năm 255 TCN đến năm 237 TCN. Con gái ông, Nữ hoàng Deidamia II là vị vua cuối cùng của Vương quốc Aeakides, và ông còn có một đứa con khác tên Nereis (Aeakides) - kết hôn với Gelon xứ Syracuse.